# Église Notre-Dame-de-la-Conception de La Orotava
Pour les articles homonymes, voir Église Notre-Dame-de-la-Conception.
L’église Notre-Dame-de-la-Conception (espagnol : iglesia de Nuestra Señora de la Concepción) est l'église principale de la ville de La Orotava dans les îles Canaries (Espagne). L’église est communément appelée la cathédrale ou la basilique de La Orotava, mais pas vraiment. Elle est l'un des édifices religieux les plus magnifiques de l'île de Tenerife et le meilleur exemple de l'architecture baroque des îles Canaries.

## Présentation
L'église actuelle a été ouverte en 1788, se trouve sur le même site qui a occupé la fondation chapelle datant de la fin du XVe siècle. L'église actuelle date de juin 1948, elle est Monument historique artistique national.
La riche décoration présentée est l'exemple le plus complet de la pierre baroque dans les îles Canaries et a été menée par l'artiste Patricio José García, qui s'exprime à travers des symboles du lien étroit entre les Canaries et l'Amérique. Son trait le plus caractéristique est son dôme, dont le design est inspiré par le dôme de la cathédrale de Florence en Italie.

## Protection
L'église fait l’objet d’un classement en Espagne au titre de bien d'intérêt culturel depuis le 18 juin 1948.

## Photos

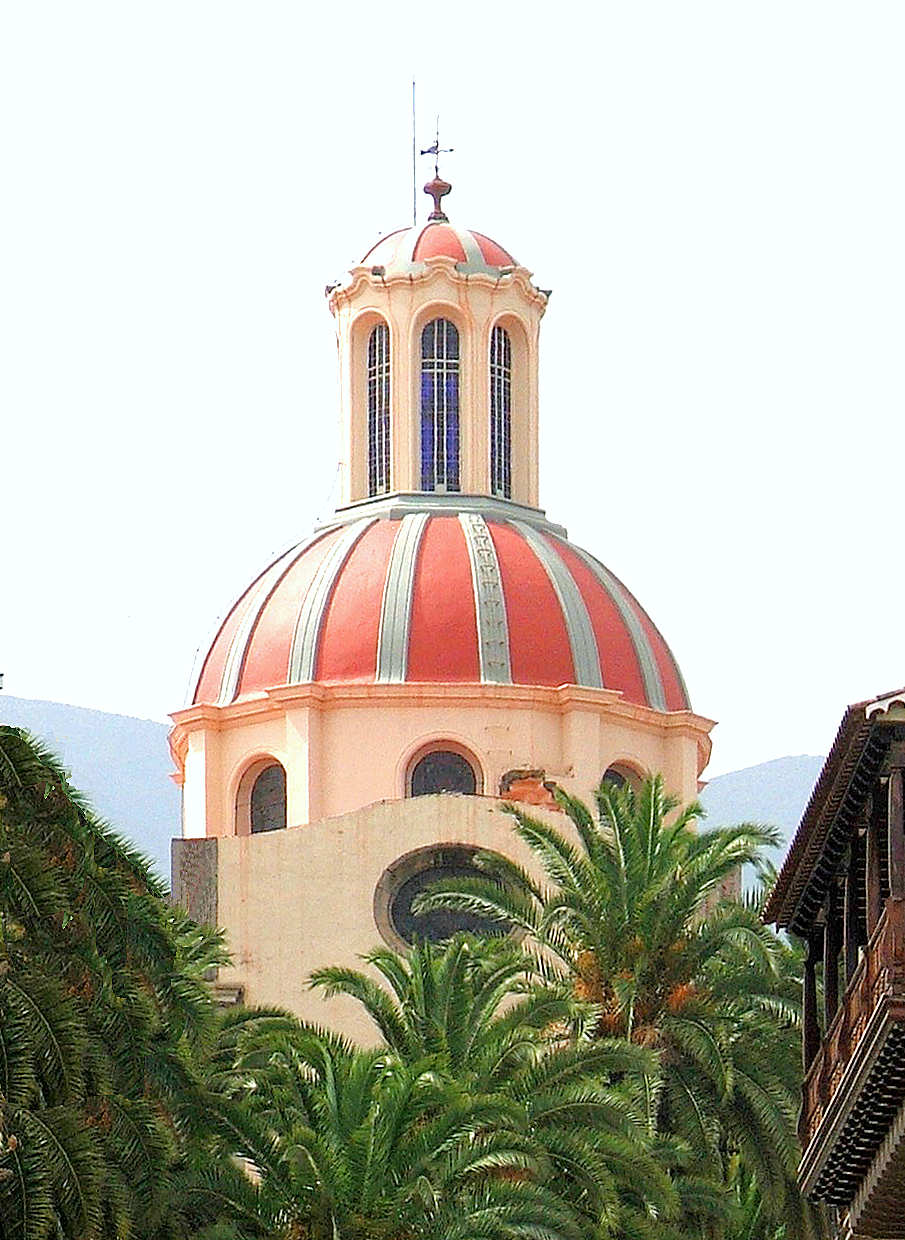
Dôme
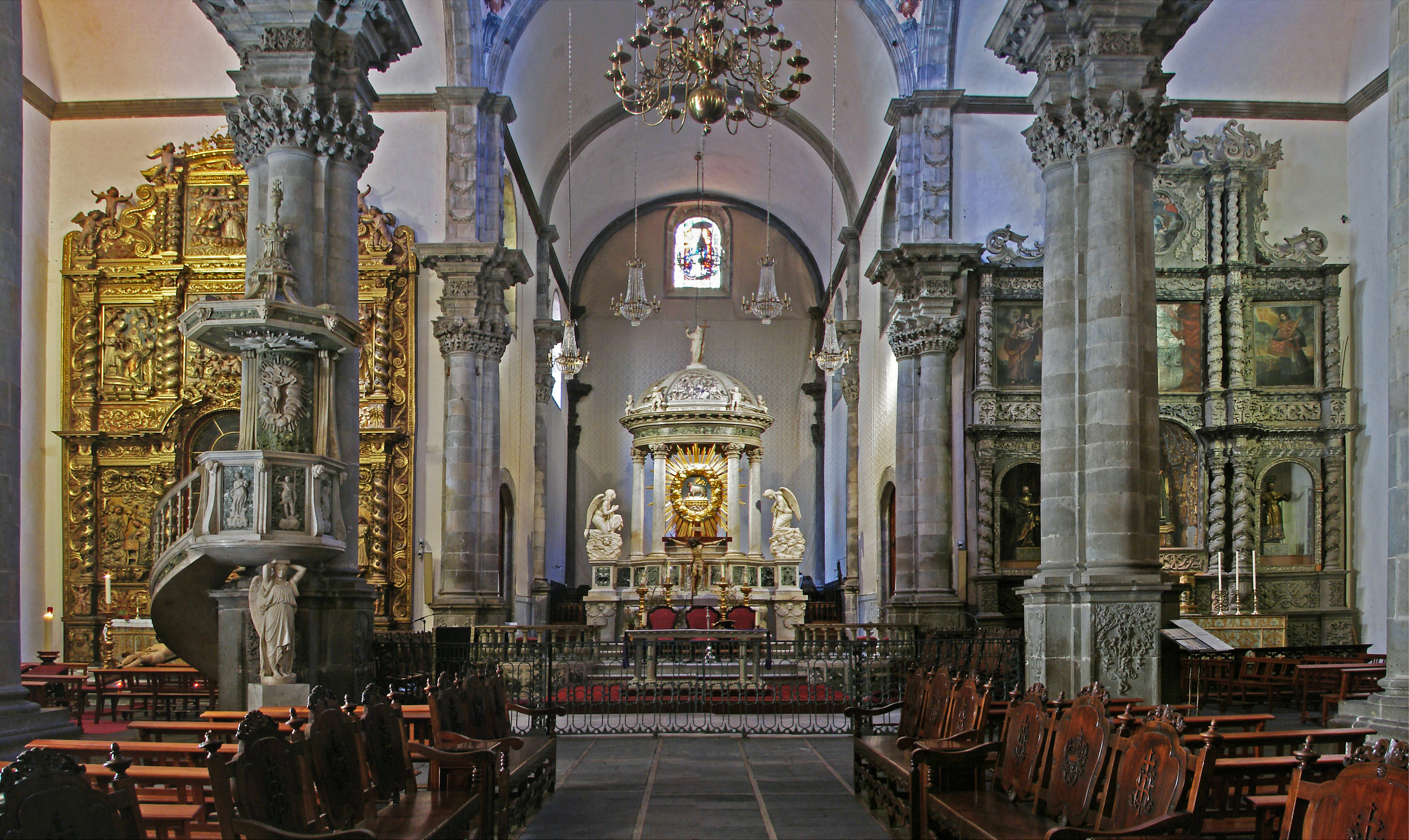
Intérieur de l'église
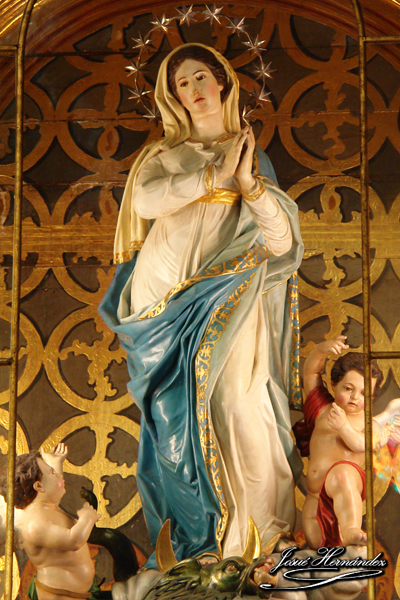
Immaculée Conception
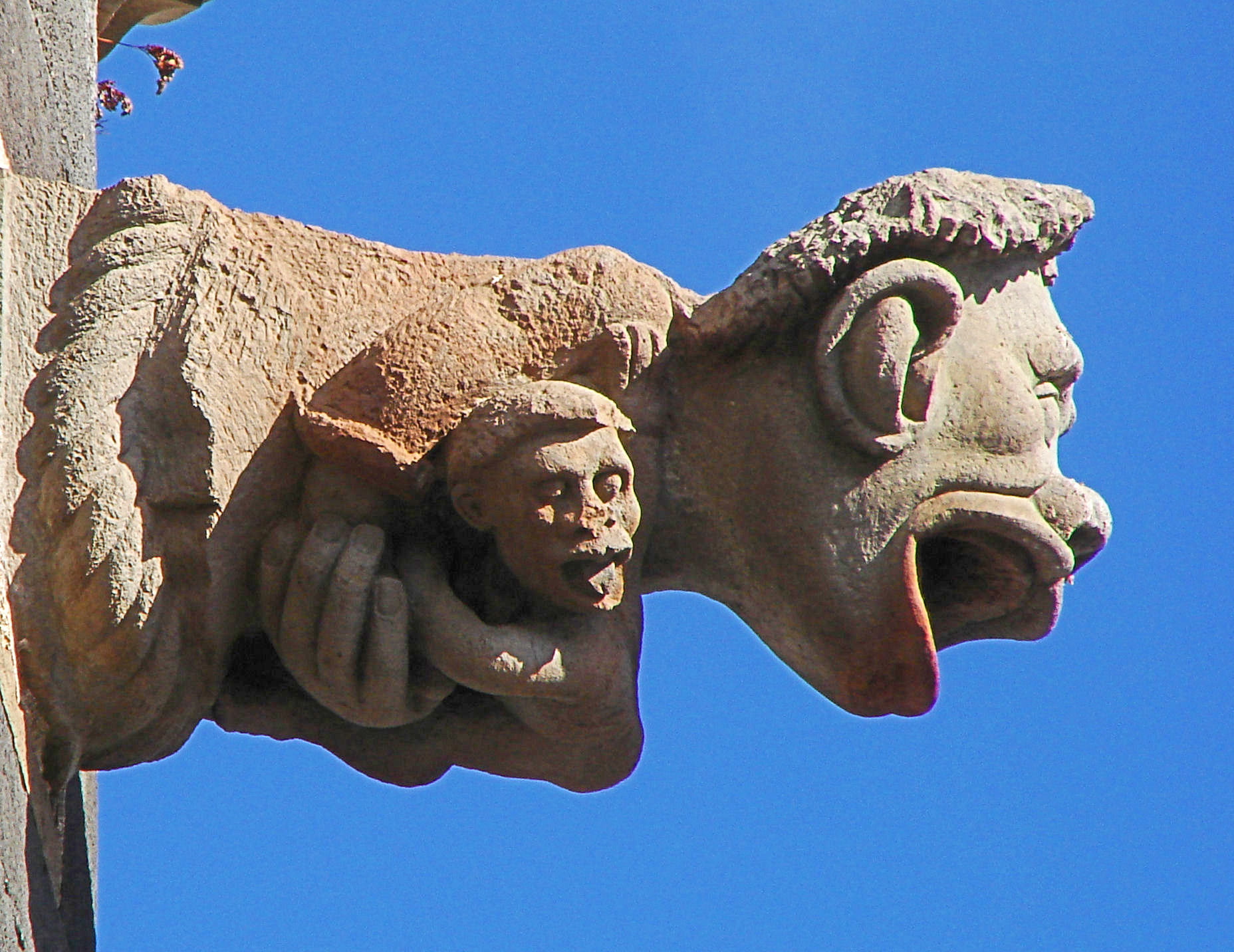
Gargouille
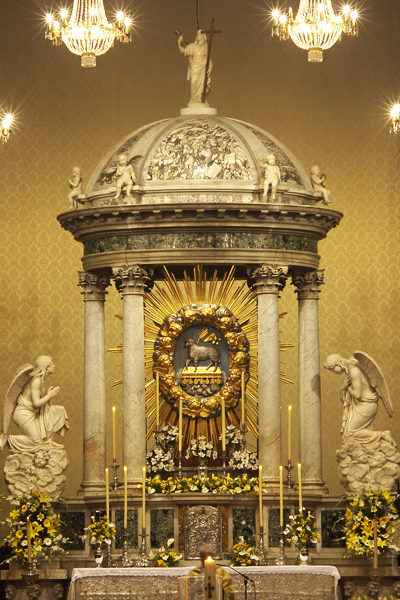
Tabernacle